# Drzewiny
Drzewiny (kaszb. Drzéwianë) – osada leśna w Polsce położona w województwie pomorskim, w powiecie kościerskim, w gminie Stara Kiszewa. 
Drzewiny są miejscowością pogranicza kaszubsko-kociewskiego leżącą w kompleksie leśnym Borów Tucholskich.
W latach 1975–1998 miejscowość położona była w województwie gdańskim.